# Бигендерность

Символ небинарного гендера

Прайд-флаг бигендерных людей.

Биге́ндерность (би-, от лат. bis — «дважды» или «вдвойне» и гендер, от англ. gender; буквально: «двойной пол») — небинарная гендерная идентичность, при которой у личности присутствуют две разные гендерные идентичности (одновременно или попеременно). К примеру, при бигендерности человек может идентифицировать себя одновременно бинарной женщиной и мужчиной, женщиной и небинарной личностью, neutrois и агендером и т. п. В некоторых случаях его/её полоролевое самоощущение (социальный пол, гендер) меняется в зависимости от настроения, собеседника, окружающей обстановки.
Имеются схожие понятия тригендерность — три идентичности и полигендерность (англ. polygender, от др.-греч. πολύς — «многочисленный»; синонимы: омнигендерность и пангендерность) — множество гендерных идентичностей (обычно четыре и более).
Бигендерность не следует путать с расстройством множественной личности, так как бигендерный человек представляет собой одну цельную личность, но исполняет в обществе социальную роль различных гендеров.
Бигендерность не является показателем сексуальной ориентации. Бигендерный человек может обладать любым типом сексуальной ориентации, как и любой индивид.
Исследование Департамента общественного здоровья Сан-Франциско от 1991 года показало, что среди трансгендерных людей менее 3 % людей с приписанным мужским полом и менее 8 % людей с приписанным женским полом идентифицируют себя как бигендерные люди.

## Описание
Бигендерная самоидентификация обычно понимается как самоидентификация в качестве мужчины и женщины одновременно или передвижение между маскулинным и феминным гендерным самовыражением, тем не менее, бигендерность может совмещать в себе два любых гендера, а не только мужской и женский. Это отличается от гендерфлюидной самоидентификации, так как те, кто самоидентифируются как гендерфлюиды могут не перемещаться между заданными гендерными идентичностями, а могут со временем испытывать весь гендерный спектр.

## Изменяющееся гендерное несоответствие
В 2012 году исследователи Вилаянур С. Рамачандран и Лаура К. Кэйс изучили подмножество бигендерных людей, которые сообщили, что изменения гендера для них обычно нежелательны и недобровольны, появляются, когда они предпочли бы оставаться в другом гендере. Исследователи назвали это состояние изменяющееся гендерное несоответствие (ИГН). Нет причин полагать что ИГН является обычным типом бигендерности, и исследователи не предпринимали попыток изучить более широкую выборку бигендерных людей, тех, кто не испытывали ИГН.
Рамачандран и Кэйс вывели теорию, что изменение гендерного соответствия у людей с ИГН не объясняется социально сконструированной природой гендера. Среди участников исследования более половины сообщили о наличии у них «фантомной конечности» — например, фантомная эрекция, когда у самого тела нет пениса. Те, кто сообщили о фантомных частях тела оценили их как средние по силе (в среднем 2.9 по пятибалльной шкале). Исследование также выявило среди бигендерных людей значительную часть страдающих биполярным расстройством (9 человек из 32). Вдобавок, среди людей с ИГН оказалось значительно больше амбидекстров, чем в среднем по популяции.
Согласно Кэйс и Рамачандрану, эти данные свидетельствуют, что у ИГН-бигендерности есть биологическая основа и предположили, что это может относиться к необычный степени переключения полушарий, или изменением доминантного полушария во время одного и того же поведения и подавлением мозолистым телом, связанным с картой пола тела в теменной коре, и её взаимным соединением с островковой долей и гипоталамусом. Они предполагают, что «координация между сдвигами соединения с мозгом, автономного ответом, выброса гормонов и динамической репрезентации пола вместе могут создавать чувство изменения гендера, которое испытывают многие бигендерные люди».